# آرنسبرگ (منطقه)
آرنسبرگ (به آلمانی: Arnsberg) یک رگیرونگسبتسیرک در آلمان است که در نوردراین-وستفالن واقع شده‌است.

## خصوصیات
آرنسبرگ ۳٬۸۰۲٬۴۲۷ نفر جمعیت دارد.